# Róbert Hász
Róbert Hász (n. 1 noiembrie 1964, Doroslovo⁠(d), Voivodina, Serbia) este un scriitor și jurnalist maghiar.

## Viața și cariera
Viitorul scriitor a urmat studiile preuniversitare la Sombor. Deja lecturile științifico-fantastice din copilărie l-au influențat mai târziu în orientarea spre cariera de scriitor. A început să scrie încă din anii de liceu, din 1981, când revista Sirius din Zagreb i-a publicat nuvele în limba croată. După terminarea liceului în 1985, și-a continuat studiile la Universitatea din Novi Sad⁠(d), secția de limba și literatura maghiară. În 1990, el a fost cel care a înființat prima editură privată din Voivodina, destinată publicării de cărți în limba maghiară A continuat să publice nuvele în limba maghiară în reviste și antologii din Voivodina.
În 1991, când a început războiul din fosta Iugoslavie, a emigrat în Ungaria pentru a evita mobilizarea în armată. S-a stabilit la Seghedin, unde mai întâi a fost corector la revista literară Tiszatáj. În 1996 a devenit redactor, iar în 2011 redactor șef al revistei.
Primul său volum, de nuvele, cu titlul A szalmakutyák szigete („Insula câinilor de paie”) a apărut în 1995, la editura Symposion Egyesület din Subotica. Primul său roman este Diogenész kertje („Grădina lui Diogene”), publicat în 1997, de către fundația revistei Tiszatáj. Cu această operă a început și traducerea unor cărți ale scriitorului, în 1999, în limba germană.
Traducerea în limba italiană a romanului Végvár („Fortăreața”) i-a adus în 2008 prima distincție, Premio biblioteche di Roma.

## Opere
Până în 2024, Róbert Hász a scris nuvele și romane:
- 1995 – A Szalmakutyák szigete (Insula câinilor de paie) – nuvele;
- 1997 – Diogenész kertje (Grădina lui Diogene) – roman;
- 2001 – Végvár (Fortăreața) – roman;
- 2006 – A künde (Principele) – roman istoric despre peripețiile unui călugăr trimis în secolul al X-lea în Panonia, în numele papei, pentru a trata cu maghiarii o alianță împotriva Bizanțului[6];
- 2008 – Sok vizeknek zúgása (Vuietul apelor celor multe) – nuvele;
- 2010 – Júliával az út (Drumul cu Iulia) – roman;
- 2013 – A Vénusz vonulása (Trecerea lui Venus) – roman istoric despre călătoria tânărului savant iezuit Maximilian Hell prin Europa, până pe insula Vardø din extremul nord al Norvegiei, pentru a urmări conjuncția din 1768 a Soarelui cu planeta Venus[7];
- 2015 – Ígéretföld (Pământ al făgăduinței) – roman.

A urmat o serie de romane polițiste istorice a căror acțiune se petrece în Voivodina, spre sfârșitul epocii Austro-Ungariei:
- 2018 – Fábián Marcell pandúrdetektív tizenhárom napja (Treisprezece zile ale detectivului Marcell Fábián)[8];
- 2019 – Fábián Marcell és a táncoló halál (Marcell Fábián și moartea dansatoare)[9];
- 2022 – Fábián Marcell és a Hét nővér (Marcell Fábián și Cele șapte surori)[10].

Unele romane ale scriitorului au fost traduse în câteva limbi:
- Diogenész kertje – în germană (1999), franceză (2001);
- Végvár – în franceză (2002, 2006), germană (2006), italiană (2008);
- A künde – în franceză (2007, 2012), germană (2008);
- A Vénusz vonulása – în franeză (2016);
- Fábián Marcell pandúrdetektív tizenhárom napja – în bulgară (2022).

## Distincții
Róbert Hász a fost distins cu:
- 2008 – Premio Biblioteche di Roma pentru romanul La fortezza (Végvár);
- 2012 – Premiul Sándor Márai⁠(d);
- 2013 – medalia Kölcsey a orașului Seghedin[11];
- 2019 – Premiul Attila József;
- 2021 – Premiul literar János Herczeg⁠(d).